# Jiří Béba
Jiří Béba (28. dubna 1706 Sedliště, Habsburská monarchie – 8. srpna 1777 Litomyšl, Habsburská monarchie) byl český stavitel.
Narodil se do rodiny Jakuba Béby a jeho manželky Alžběty v Sedlišti severně od Litomyšle. Většinu svého života prožil v uvedeném východočeském městě.
Za svůj život realizoval řadu staveb nebo přestaveb. Postavil budovu Fary v Opatově u Svitav, podílel se na přestavbě kostela v Čisté. Žádal rovněž o provedení oprav v Českých Heřmanicích a Vračovicích. Jeho spolupracovníkem byl tesařský mistr Jan Petržílka. Od roku 1765 dohlížel na zednické práce, které byly vykonávány v okolí Litomyšle během roboty. Pomáhal také s výstavbou fasády Nové radnice v Litomyšli v 70. letech 18. století a okolních domů (např. č. 51, 73 a 101), které zničil požár. Rovněž se podílel i na přestavbě budovy místního děkanství.